# Станислав Даскалов
Станислав Пенков Даскалов е български дипломат и политик. Той е външен министър на България в правителството на Любен Беров (1993-1994).

## Биография
Станислав Даскалов е роден през 1952 г. в село Бежаново, Ловешко. Учи във ВИИ Карл Маркс (сега УНСС) в София. Завършва специалността „Международни икономически отношения“ с китайски език в Московския държавен институт по международни отношения през 1979 г. От 1981 г. е служител в Министерството на външната търговия, специалист по многостранната търговска политика. Работи като дипломат (с ранг първи секретар), отговарящ за ГАТТ, в българското представителство при Организацията на обединените нации в Женева.
След завръщането си в България през 1991 г. е заместник-министър на външната търговия в 3 правителства и главен преговарящ с Европейските общности по Споразумението на асоцииране на България. През 1993 г. става министър на външните работи в правителството на Любен Беров. Остава на тази длъжност до 1994 г., като известно време е и първият председател на Комитета на външните министри на Съвета на Европа от източноевропейска страна.
През следващите години участва в обществени организации и работи в частния сектор, през 1999 г. основава, заедно с Николай Младенов, Европейския институт. От 2001 г. е посланик на България при Европейските общности и заместник главен преговарящ за присъединяването на България към Европейския съюз, а от януари 2007 г. е първият постоянен представител на България в ЕС. След завръщането си през октомври 2007 г. в България е посланик за специални поръчения в МВнР, а от юли 2008 г. е назначен за ръководител на Офиса за връзка в Брюксел на Съвета за регионално сътрудничество.
От 1985 г. е последователно агент и секретен сътрудник на Държавна сигурност на НРБ.